# Tadeusz Prus-Faszczewski

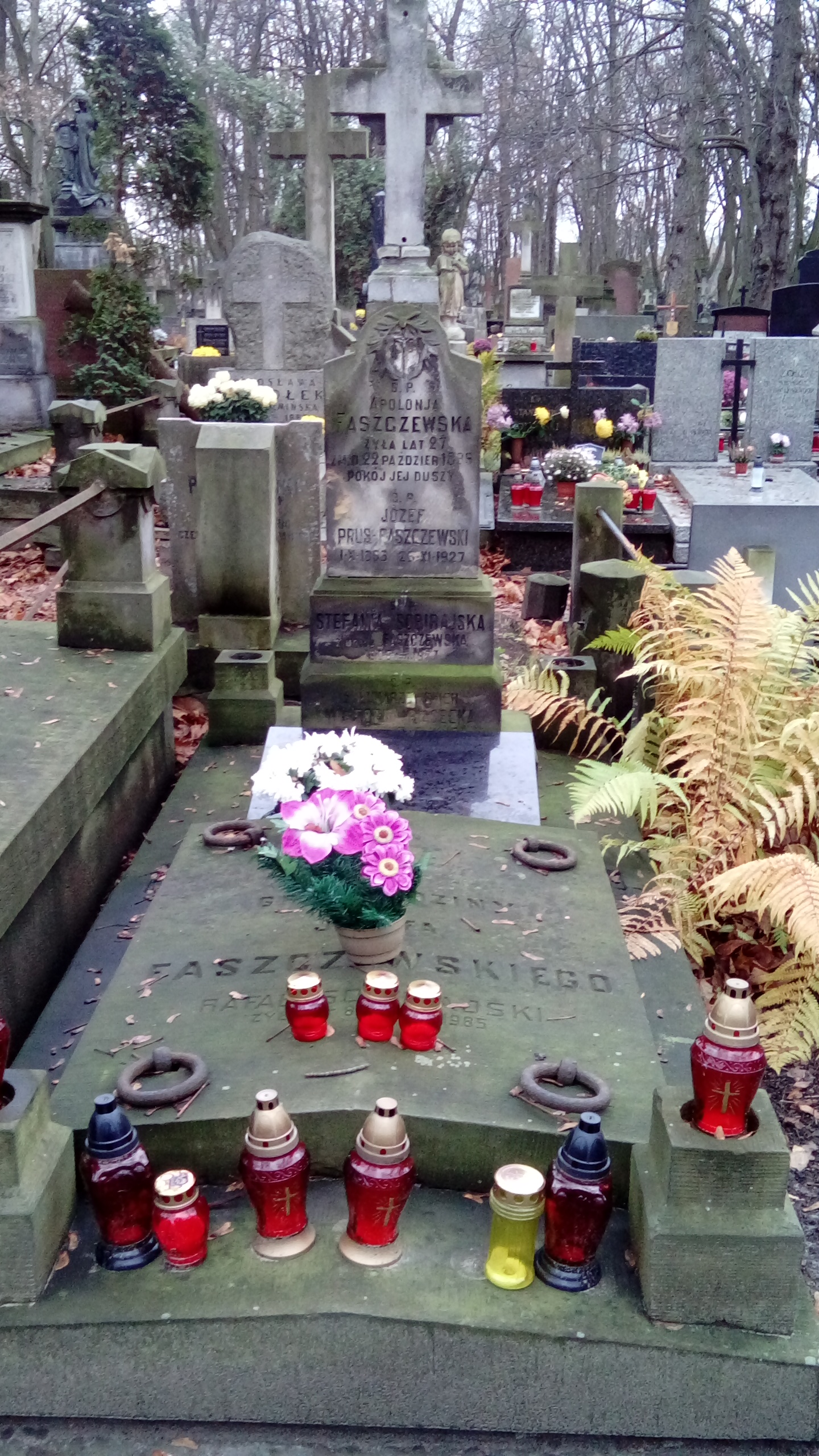
Symboliczny grób Tadeusza Prusa-Faszczewskiego na cmentarzu Powązkowskim

Tadeusz Prus-Faszczewski (ur. 19 marca 1905, zm. 27 lipca lub 27/28 sierpnia 1943) – polski archeolog, pisarz i poeta.

## Życiorys
W latach 1937–1938 prowadził prace archeologiczne na terenie Kaplicy Moskiewskiej w Warszawie. 
21 lipca 1943 został aresztowany przez Niemców w mieszkaniu prof. Adama Zieleńczyka. Władysław Bartoszewski podaje, iż rozstrzelano go 27 lub 28 sierpnia 1943 w ruinach getta warszawskiego. Inne źródła podają, że zginął w egzekucji na Pawiaku. Jego symboliczny grób znajduje się na cmentarzu Powązkowskim w kwaterze 48-I-9.

## Dzieła
- Caryca Maryna: epos historyczny. (tom 1 i 2). Warszawa: Drukprasa, 1933, s. 312.
- Kleopatra (tom 1 i 2). Warszawa: Drukprasa, 1933, s. 255.
- Lukrecja Borgia: demon o twarzy Anioła : najpiękniejsza kobieta epoki Renesansu. Warszawa: Wydaw. Druk. Teatralnej F. Syrewicza, 1928, s. 127.
- Małopolska Wschodnia a zagadnienie obronności państwa. Warszawa: Towarzystwo Rozwoju Ziem Wschodnich, 1939. Brak numerów stron w książce
- Wiatr wolności : poezje. Warszawa: Wydaw. "Zrywu Wolnych", 1942, s. 70.
- Ostatnie chwile Dołęgi-Sierakowskiego w nieznanym pamiętniku oficera rosyjskiego. „Kurier Literacko-Naukowy”. 51, s. 2, 19 grudnia 1938.